# 西友花小金井店

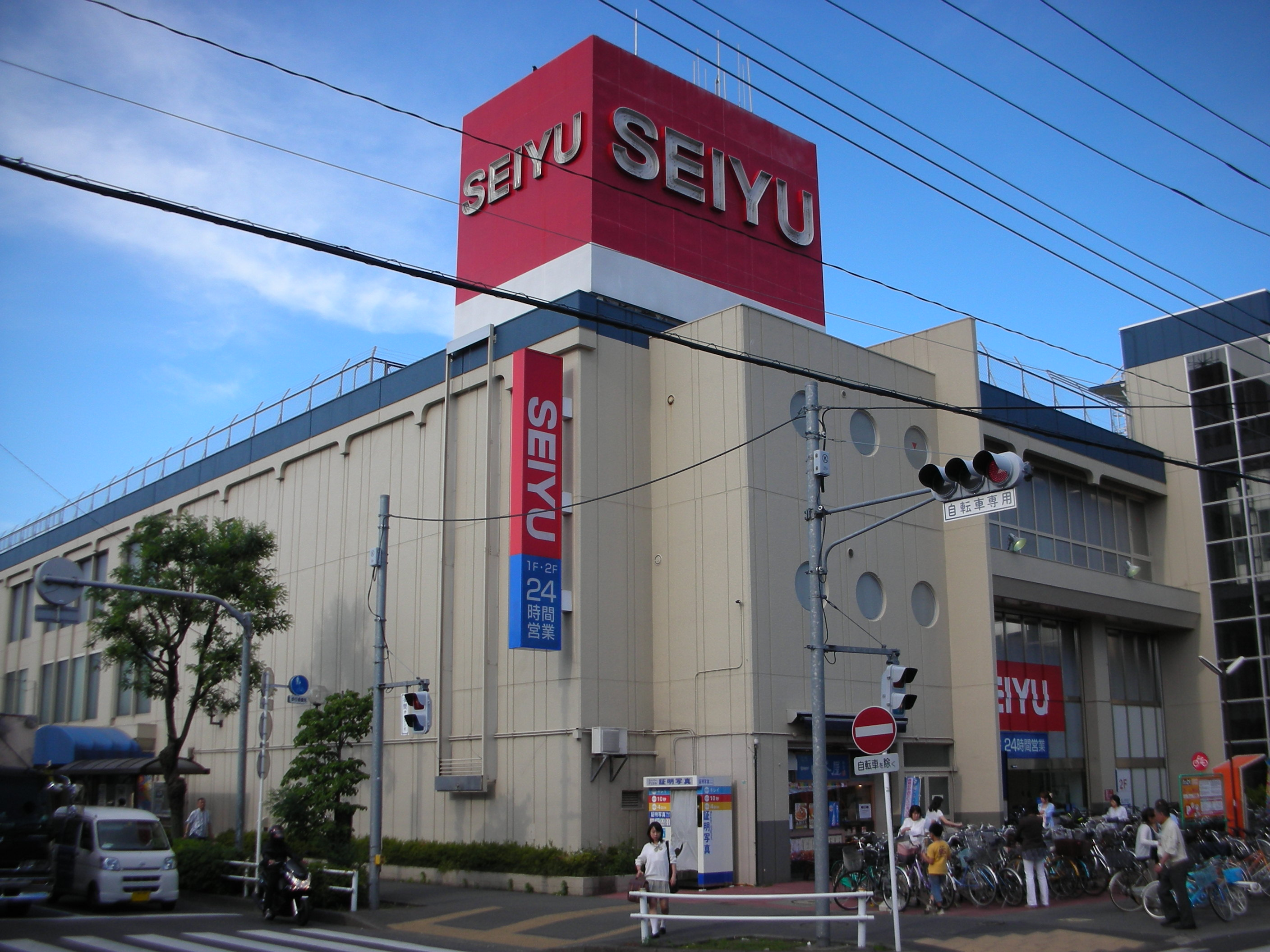
塔屋変更前の外観

西友花小金井店（せいゆうはなこがねいてん）は、東京都小平市に所在する総合スーパーである。

## 概要
小平市に3店舗ある西友の店舗の一つであり、西武鉄道新宿線の花小金井駅北口、徒歩3分ほどの距離に立地する。近隣地には大型商業施設は存在しないものの、競合店舗としていなげや花小金井駅前店やピーコックストア花小金井店などが存在する。
店舗は3階建てであり、4階は屋上である。屋上には2面のコートから構成されるフットサル場を持つ。
なお、3kmほど離れた小金井市内にかつて所在していた「西友小金井店」は、花小金井店とは直接的な関係がない別店舗である。

## テナント
- おはつ（たこ焼き店、1階）
- セリア[4]（2階）
- ヤマダデンキテックランド[4]（3階）
- メガネサロン（眼鏡店、3階）
- ケルンチュフットサルパーク[5]（スポーツクラブ、屋上）

詳細は「店舗情報」を参照。

## フロア構成
| 階   | フロア概要             |
| ---- | ---------------------- |
| 屋上 | スポーツクラブ         |
| 3階  | 専門店のフロア         |
| 2階  | 日用品と専門店のフロア |
| 1階  | 食品のフロア           |